# Peter Blume
Peter Blume (Smorgon (Rusland), tegenwoordig Smarhon (Wit-Rusland), 27 oktober 1906 - New Milford (Connecticut), 30 november 1992) was een Amerikaanse schilder, geboren in Rusland. Hij kwam in 1911 als kind naar de Verenigde Staten, waar hij studeerde aan The Alliance Art School, Art Students League en het Beaux-Arts Institute of Design in New York. 
Zijn aanvankelijk door simpele vormen bepaalde, realistische, stijl kreeg begin jaren dertig de voor Amerika destijds typische fantastische trekken. Na een reis door Italië in 1932 kwam hij tot een expressievere stijl (De Eeuwige Stad, 1934-1937; New York, Museum of Modern Art).

## Werken
Bekende werken van Blume zijn Tasso, The Eternal City, House at Fallingwater en Satyr with Cock. Zijn eerste erkenning kwam in 1934 toen hij de eerste prijs won met zijn werk genaamd South of Screnton op een tentoonstelling in het Carnegie Institute. Hij werd voor dit werk geïnspireerd door een reis door Pennsylvania in een gammele wagen. In de jaren dertig maakte hij tevens murals in postkantoren in Geneva (New York) en Canonsburg (Pennsylvania).
- Biblioteca Nacional de España: XX5557913
- Bibliothèque nationale de France: cb16257533d (data)
- Gemeinsame Normdatei: 118852264
- International Standard Name Identifier: 0000 0000 7860 7372
- Library of Congress Control Number: n86142994
- Nationale Bibliotheek van Israël: 987007448313705171
- Nederlandse Thesaurus van Auteursnamen: 073557803
- RKD-Nederlands Instituut voor Kunstgeschiedenis: 102616
- SNAC: w6zp4s47
- Union List of Artist Names: 500028254
- Virtual International Authority File: 65497511
- WorldCat: E39PBJkHvk36dyjdmPJ3CjFBT3